# Reardan
Reardan az Amerikai Egyesült Államok északnyugati részén, Washington állam Lincoln megyéjében elhelyezkedő város. A 2010. évi népszámlálási adatok alapján 571 lakosa van.
Az 1882-ben alapított település névadója C. F. Reardan mérnök. Reardan 1903. április 14-én kapott városi rangot.
A helységben egy általános- és egy középiskola működik.

## Éghajlat
| Hónap                         | Jan.  | Feb.  | Már.  | Ápr.  | Máj. | Jún. | Júl. | Aug. | Szep. | Okt.  | Nov.  | Dec.  | Év    |
| ----------------------------- | ----- | ----- | ----- | ----- | ---- | ---- | ---- | ---- | ----- | ----- | ----- | ----- | ----- |
| Rekord max. hőmérséklet (°C)  | 20,6  | 18,3  | 22,8  | 31,7  | 34,4 | 38,9 | 40,6 | 38,9 | 37,8  | 30,0  | 20,0  | 16,1  | 40,6  |
| Átlagos max. hőmérséklet (°C) | 0,6   | 3,3   | 8,9   | 13,9  | 18,9 | 22,8 | 28,3 | 28,3 | 22,8  | 15,0  | 5,6   | −0,6  | 14,0  |
| Átlagos min. hőmérséklet (°C) | −6,7  | −5,6  | −2,2  | 0,0   | 3,9  | 7,2  | 9,4  | 9,4  | 5,0   | 0,0   | −3,3  | −7,8  | 0,8   |
| Rekord min. hőmérséklet (°C)  | −33,3 | −32,8 | −22,8 | −12,2 | −8,9 | −3,9 | −1,7 | −1,7 | −8,3  | −18,3 | −31,7 | −30,6 | −33,3 |
| Átl. csapadékmennyiség (mm)   | 40    | 31    | 35    | 26    | 35   | 29   | 15   | 9    | 14    | 27    | 47    | 46    | 354   |
| Forrás: The Weather Channel   |       |       |       |       |      |      |      |      |       |       |       |       |       |

## Népesség
A 2010-es népszámláláskor a városnak 571 lakója, 240 háztartása és 160 családja volt. A népsűrűség 442,6 fő/km2. A lakóegységek száma 255, sűrűségük 197,7 db/km2. A lakosok 92,5%-a fehér, 0,5%-a afroamerikai, 4,7%-a indián, 0,4%-a ázsiai,   1,9%-a pedig kettő vagy több etnikumú. A spanyol vagy latino származásúak aránya 2,5% (   )
A háztartások 30%-ában élt 18 évnél fiatalabb. 49,6% házas, 13,8% egyedülálló nő, 3,3% egyedülálló férfi, 33,3% pedig nem család. 29,2% egyedül élt; 10,9%-uk 65 éves vagy idősebb. Egy háztartásban átlagosan 2,39 személy élt; a családok átlagmérete 2,88 fő.
A medián életkor 43,2 év volt. A város lakóinak 24,7%-a 18 évesnél fiatalabb, 5,5% 18 és 24 év közötti, 21,6%-uk 25 és 44 év közötti, 32,6%-uk 45 és 64 év közötti, 15,8%-uk pedig 65 éves vagy idősebb. A lakosok 47,3%-a férfi, 52,7%-a pedig nő.

## Nevezetes személyek
- Joe E. Mann, a Medal of Honorral kitüntetett katona[10]
- Sherman Alexie, indián író[11]

## Fordítás
- Ez a szócikk részben vagy egészben  a   Reardan, Washington című angol Wikipédia-szócikk ezen változatának fordításán alapul.  Az eredeti cikk szerkesztőit annak laptörténete sorolja fel. Ez a jelzés csupán a megfogalmazás eredetét és a szerzői jogokat jelzi, nem szolgál a cikkben szereplő információk forrásmegjelöléseként.